# Kalvdiarré
Kalvdiarré är ett samlingsnamn för magåkommor som härjar bland kalvar i nästan alla ladugårdar. Det är fråga om olika smittämnen som E. coli, diplokocker, pasteurella, salmonella och Trueperella pyogenes. Kalvarna upptar dessa antingen genom den ännu inte läkta navelsträngen, med mjölken eller genom att slicka på nedsmittade boxväggar m. m.
Smittämnet förökar sig i tarmen och åstadkommer diarré, eller i blodbanorna och leder då till allmän blodförgiftning. Smittämnet sprids från den sjuka kalven med avföringen. Hygieniska åtgärder vid och efter kalvningen kan förebygga sjukdomen.

## Behandling
Att kalven får råmjölk under första levnadsdygnet är väsentligt eftersom denna innehåller viktiga skyddsämnen.
För att minska riskerna för kalvens hälsa motverkar man den tre största hälsoriskerna, uttorkning, näringsbrist och obalans i kroppens elektrolyter, genom att ge kalven vatten, elektrolyter (salter) och mjölk.
I vissa fall kan behandling med antibiotika bli aktuell och olika alternativa preparat för såväl profylaktisk som terapeutisk behandling finns att tillgå på marknaden.